# Belogradtsjik (gemeente)
Belogradtsjik (Bulgaars: Община Белоградчик) is een gemeente uit de Bulgaarse oblast Vidin. De gemeente Belogradtsjik telde in 2005 8.408 inwoners.
In 2016 woonden er slechts 3867 inwoners. De bevolking daalt al decennia vanwege hoge emigratiecijfers en een negatieve bevolkingsgroei. In 2016 werden er bijvoorbeeld 23 kinderen geboren, terwijl er 130 mensen stierven. De bevolking nam dus alleen al met 107 af vanwege denataliteit.

## Nederzettingen
| - Belogradtsjik - Borovitsa - Veshtitsa - Varba - Granitovo - Granichak - Dbravka - Krachimir - Oshane | - Prauzhda - Prolaznitsa - Rabisha - Rayanovtsi - Salash - Slivovnik - Stakevtsi - Struindol - Chiflika |

Belogradtsjik · Borovitsa · Chiflika · Dbravka · Granichak · Granitovo · Krachimir · Oshane · Prauzhda · Prolaznitsa · Rabisha · Rayanovtsi · Salash · Slivovnik · Stakevtsi · Struindol · Veshtitsa · Varba